# Irlanda de Nord
Irlanda de Nord (în engleză: Northern Ireland, în irlandeză: Tuaisceart Éireann, în ulster scots: Norlin Airlann sau Norlin Airlan) este o țară componentă a Regatului Unit, cu capitala la Belfast. Țara este alcătuită din cea mai mare parte (partea de nord-est) a provinciei istorice irlandeze Ulster, pe insula Irlanda.
Irlanda de Nord a fost creată în 1921, când Irlanda a fost împărțită în Irlanda de Nord și Irlanda de Sud printr-un act al parlamentului britanic. Spre deosebire de Irlanda de Sud, care a devenit Statul Liber Irlandez în 1922, majoritatea populației Irlandei de Nord era unionistă sau loialistă, și a dorit să rămână în Regatul Unit. Mulți dintre aceștia erau descendenți protestanți ai colonilor din Marea Britanie; totuși, o minoritate catolică semnificativă era naționalistă sau republicană, și voia o Irlandă unită, independentă față de regulile englezilor.
Irlanda de Nord este locul unor conflicte dintre romano-catolici și protestanți care s-au soldat cu multe victime în timp (3.000 de morți și 50.000 de răniți).

## Politica Irlandei de Nord
Pe ansamblu, conducerea Irlandei de Nord este realizată în mod direct de guvernul Regatului Unit prin Secretariatul de Stat pentru Irlanda de Nord, iar legile sunt create de către Parlamentul Regatului Unit. Adunarea Legislativă Națională a Irlandei de Nord și Executivul Irlandei de Nord, stabilite prin Good Friday Agreement din 10 aprilie 1998, sunt în momentul de față suspendate.

## Subdiviziunile Irlandei de Nord
Tradițional, Irlanda de Nord era organizată sub forma a 6 comitate, dar, din 1973, acestea nu mai sunt utilizate pentru administrația locală, Irlanda de Nord fiind divizată în 26 de districte.

## Steagul Irlandei de Nord

Steagul Irlandei de Nord între 1921-1972

Din 1972, Irlanda de Nord nu mai are un steag oficial, el fiind abrogat de către Guvernul Britanic. Totuși, la unele competiții sportive internaționale, Irlanda de Nord participă separat de Anglia, Scoția și Țara Galilor și utilizează un steag propriu, și nu pe cel comun al Regatului Unit.